# Бэтмен против Черепашек-ниндзя
«Бэтмен против Черепашек-ниндзя» (англ. Batman vs. Teenage Mutant Ninja Turtles) — американский, анимационный, супергеройский фильм 2019 года, срежисированный Джейком Касторено по сценарию Марли Халперн-Грейзер и основанный на комиксе Batman/Teenage Mutant Ninja Turtles Джеймса Тайниона IV и Фредди Уильямса II. По сюжету, Бэтмен, Робин и Бэтгёрл объединяются с Черепашками-ниндзя, чтобы защитить Готэм-Сити от махинаций Шреддера и Ра’с аль Гула. За продюсирование мультфильма отвечала Warner Bros. Animation в сотрудничестве с DC Entertainment и Nickelodeon. Главные роли озвучили: Трой Бейкер, Эрик Бауза, Даррен Крисс, Кайл Муни и Барон Вон.
Релиз «Бэтмена против Черепашек-ниндзя» на Blu-ray и Digital HD состоялся 4 июня 2019 года. Мультфильм получил положительные отзывы от критиков, а продажи DVD принесли его создателям $ 3,3 млн.

## Сюжет
Во время наблюдения за «Powers Industrial» Барбара Гордон становится свидетелем кражи генератора энергии со стороны клана Фут; во время ограбления она также замечает четырёх загадочных существ, которые, по её мнению, являются мета-людьми. Затем члены клана Фут нападают на «Wayne Enterprises», чтобы украсть экспериментальный прибор для засева облаков, но на пути встаёт Бэтмен, который вступает в сражении с ниндзя и их лидером Шреддером. Тем временем четыре «мета-человека», которых заметила Бэтгёрл — на самом деле являющиеся Черепашками-ниндзя — прибывают в Готэм в поисках Шреддера, который заключил союз с неизвестной организацией. Защитив «Wayne Enterprises» от Пингвина, черепахи сталкиваются с Бэтменом; при этом каждая из сторон подозревает другу в сотрудничестве со Шреддером. Проиграв Бэтмену в бою, черепахи отступают
Донателло используют все имеющиеся у него данные о Бэтмене, чтобы определить местонахождение Бэт-пещеры. После непродолжительного боя между черепахами и Робином появляются Бэтмен и Бэтгёрл, и четверо мутантов раскрывают причину своего прибытия в Готэм. Обе команды соглашаются объединить усилия против общих врагов, после чего Робин раскрывает, что Шреддер и клан Фут работают с Ра’с аль Гулом и Лигой Убийц. Ранее Шреддер и Ра’с заключили сделку: Ра’с предоставит Шреддеру доступ к Яме Лазаря, чтобы тот смог обрести бессмертие, в обмен на то, что Шреддер построит устройство, которое распылит мутаген TCRI на Готэм, в результате чего его жители превратятся в мутантов и посеют хаос в городе. Из-за того, что Шреддеру не удалось украсть прибор по засеву облаков, Ра’с нанял Пингвина, чтобы тот выполнил это задание, в то время как сам вместе со Шреддером отправился в ЛечебницуАркхем, чтобы освободить Джокера. Шреддер и Ра’с обменивают мутаген TCRI на формулу яда, которая в сочетании с мутагеном сможет свести мутировавших людей с ума.
От комиссара Гордона Бэт-семья и черепахи узнают о тревоге в Аркхэме и прибывают на место происшествия. Пробившись через нескольких мутировавших врагов Бэтмена, они сталкиваются с Харли Квинн и Джокером, мутировавшими в пятнистую гиену и королевскую кобру. Джокер вводит Бэтмену смесь яда Джокера и мутагена, отчего тот мутирует в невменяемую летучую мышь-вампира, которая едва не убивает Мистера Фриза и нападает на остальных. Герои возвращают Бэтмену прежний облик с помощью антимутагена, а также побеждают Харли и Джокера. Бэтгерл узнаёт о том, что Пингвину удалось выкрасть прибор по засеву облаков; инцидент в Аркхэме был предназначен отвлечь внимание Бэт-семьи и черепах. Придя к выводу, что Шреддер и Ра’с намереваются создать яд Джокера в «Ace Chemicals», герои направляются в офис компании.
В «Ace Chemicals» Бэт-семья и черепахи сражаются с ниндзя клана Фут и Лигой Убийц при помощи помощью Бэтмобиля и черепашьего фургона. В то время как Бэтмен сражается со Шреддером, Леонардо противостоит Рас’су; Донателло и Микеланджело предотвращают активацию прибора по засеву облаков. Леонардо побеждает Рас’са, а Бэтмен выходит победителем из сражения со Шреддером при поддержке Рафаэля. Ударная волна взрыва прибора по засеву облаков отбрасывает Шреддера в чан с ядом Джокера и уничтожает «Ace Chemicals». В Бэт-пещере черепахи готовятся вернуться в Нью-Йорк, однако Бэтмен устраивает вечеринку с пиццей, чтобы отпраздновать их победу.
В сцене после титров Шреддер выбирается из-под обломков «Ace Chemicals»; из-за воздействия химикатов он становится похож на маниакально смеющегося Джокера.

## В ролях
- Трой Бейкер — Брюс Уэйн / Бэтмен, Джокер
- Эрик Бауза — Леонардо
- Даррен Крисс — Рафаэль
- Барон Вон — Донателло
- Кайл Муни — Микеланджело
- Бен Жиру — Дэмиен Уэйн / Робин
- Рэйчел Блум — Барбара Гордон / Бэтгёрл
- Брайан Джордж — Альфред Пенниуорт
- Джим Мескимен — комиссар Джеймс Гордон, доктор Джонатан Крейн / Пугало
- Эндрю Кишино — Шреддер
- Кас Анвар — Ра’с аль Гул
- Кит Фергюсон — Бакстер Стокман, Харви Дент / Двуликий
- Том Кенни — Освальд Кобблпот / Пингвин, ниндзя Лиги Убийц
- Тара Стронг — доктор Харлин Квинзель / Харли Квинн, доктор Памела Айсли / Ядовитый плющ
- Джон Ди Маджио — доктор Виктор Фрис / Мистер Фриз
- Карлос Алазраки — Бэйн

## Производство

### Разработка
В октябре 2016 года сайт We Got This Covered сообщил, что Warner Bros. Animation рассматривает возможность адаптации комикса Batman/Teenage Mutant Ninja Turtles. В феврале 2019 года Syfy объявила о разработке анимационного фильма «Бэтмен против Черепашек-ниндзя» от Warner Bros. Animation и Nickelodeon. В мае 2019 года Entertainment Weekly объявила, что Джейк Кастерона срежиссирует мультфильм по сценарию Марли Халперн-Грейзер, а продюсером проекта выступит Бен Джонс, который ранее работал над сериалами «Бэтмен: Отважный и смелый» (2008) и «Черепашки-ниндзя» (2012).

### Сценарий
На раннем этапе производства Джонс решил опустить тот факт, что Бэтмен и Черепашки-ниндзя существуют в разных вселенных, так как не хотел усложнять сценарий межпространственными перемещениями. Халперн-Грейзер стремилась сохранить дух первоисточника в мультфильме, из-за дословно адаптировало несколько сцен и реплик из него.
Кастерона хотел показать контраст между более серьёзным Бэтменом и весёлыми и беззаботными черепахами; в то же время, режиссёр не хотел изображать их комичными, как в мультсериале 1987 года, поэтому он и съёмочная группа черпали вдохновение из фильма 1990 года, где образы черепах были сбалансированы.

### Кастинг
Трой Бейкер, который озвучил Бэтмена в игре Batman: The Telltale Series (2016) и различных играх и фильмах Lego, а также Джокера в играх Batman: Arkham Origins (2013), мультфильме «Бэтмен: Нападение на Аркхэм» (2014) и короткометражках Batman Unlimited (2015), подарил голос обоим персонажам. Даррен Крисс и Эрик Бауза вновь озвучили Рафаэля и Леонардо, а для Кайла Муни и Барона Вона это был первый опыт в озвучивании Микеланджело и Донателло. Рэйчел Блум озвучила Бэтгёрл, а Кас Анвар — Ра’с аль Гула. Кроме того, Том Кенни, Джон Ди Маджио, Карлос Алазраки и Тара Стронг вернулись к ролям Пингвина, Мистера Фриза, Бэйна, Харли Квинн и Ядовитого плюща из различных адаптаций DC. Месяц спустя в сети появилась информация о других ключевых актёров фильма: Бене Жиру в роли Робина, Эндрю Кишино в роли Шреддера, Ките Фергюсоне в роли Бакстера Стокмана и Двуликого; Брайан Джордж повторил роль Альфреда Пенниуорта из мультфильма «Бэтмен: Убийственная шутка» (2016), а Джим Мескимен озвучил комиссара Джеймса Гордона и Пугало. Актёры приступили к записи реплик во время анонса фильма. Кастинг проводили как представители Warner, так и Nickelodeon; Джин Вассиларос, который ранее отвечал за подбор актёров в предыдущих мультипликационных проектах про Черепашек-ниндзя, выступил директором по кастингу. По словам продюсера Бена Джонса, руководство Nickelodeon запретило привлекать к озвучке актёров из мультсериала «Эволюция Черепашек-ниндзя» (2018).

## Релиз

### Маркетинг
Первый трейлер мультфильма был выпущен 12 марта 2019 года. Мировая премьера мультфильма состоялась на WonderCon в Анахайме 31 марта 2019 года.

### Выход на носителях
Мультфильм был выпущен для Digital 14 мая 2019 года, а 4K Ultra HD Combo Pack и Blu-ray Combo Pack 4 июня 2019 года.
Сборы от DVD-продаж «Бэтмена против Черепашек-ниндзя» на внутреннем рынке составили $ 609,769, а итоговая сумма от продаж Blu-ray на внутреннем рынке составила $ 2,752,372; итоговые сборы проекта — $3,362,141.

## Восприятие

### Критика
«Бэтмен против Черепашек-ниндзя» получил положительные отзывы от критиков и фанатов. Rotten Tomatoes, основываясь на 14 рецензиях, дал мультфильму 100% свежести со средним рейтингом 7,3 / 10. Den of Geek отметил, что хотя это и не лучший фильм про Бэтмена или Черепашек-ниндзя, он, тем не менее, стоит потраченного времени.

## Будущее
Продюсер Бен Джонс и сценарист Мэри Халперн-Грейзер выразили заинтересованность в создании продолжения мультфильма, в котором Бэтмен встретился бы с другими персонажами из вселенной Черепашек-ниндзя; в частности они хотели бы вписать в сюжет Крэнга, Бибопа и Рокстеди.